# Álex Aguinaga
Álex Darío Aguinaga Garzón (Ibarra, 9 de julio de 1968) es un exfutbolista ecuatoriano. Desarrolló su carrera desde mediados de la década de 1980 hasta mediados de la primera década del siglo XXI, llegando a ser considerado como uno de los grandes jugadores de la historia del fútbol ecuatoriano y destacando notablemente en la selección ecuatoriana y en la primera división de México.
Aguinaga fue apodado el Maestro, la Machona o el Güero Ecuatoriano, y se destacó por su técnica, habilidad, talento y gran visión de juego. Es el segundo futbolista con más presencias en la selección ecuatoriana, con 109 presencias, solo detrás de Iván Hurtado, con 167. Además, junto con los argentinos Hugo Gatti y Javier Zanetti, y los mexicanos Oswaldo Sánchez y Benjamín Galindo, es uno de los pocos jugadores que han disputado más de setecientos encuentros de liga en su carrera.[cita requerida]
Se desempeña como comentarista en la cadena televisiva Fox Sports México. Todos los años visita Uruguay en los meses de Junio y Diciembre. 

## Trayectoria

### Futbolista
Comenzó su carrera en la Escuela de Fútbol Ciudad de Quito. Con este equipo de jóvenes, a quién sus amigos llaman el Huevito, ganó el campeonato sudamericano, anotando dos goles en particular.
En 1984, a los dieciséis años, el técnico de la Sociedad Deportivo Quito en la época, Carlos Sevilla Dalgo, le dio la oportunidad de debutar profesionalmente durante el segundo tiempo de un partido contra Técnico Universitario, entrando en reemplazo de Alfredo «el Flaco» Encalada. La temporada siguiente fue parte de la delegación ecuatoriana que jugó el Campeonato Sudamericano Sub-17 en Argentina, que otorgaba cupos para la primera edición de la Copa Mundial Sub-17, torneo celebrado en China. Contra todo pronóstico, Ecuador alcanzó el tercer lugar detrás de Brasil y Argentina. Álex Aguinaga, con diez goles, fue el segundo máximo anotador detrás del boliviano Marco Antonio Etcheverry, quien anotó once goles. Además, fue elegido mejor jugador de la competición.
En 1989, jugó con Ecuador la Copa América de Brasil. La Tricolor fue la revelación del comienzo del torneo, superando a la campeona defensora Uruguay en el debut, para después lograr un empate ante Argentina. Ese mismo año, llegó a México y logró en poco tiempo transformarse en un ídolo en el Club Necaxa. Fue titular durante catorce años, vistiendo la camiseta de los Rayos, ganando tres campeonatos de liga, una Copa México, una Supercopa de México, la Copa de Campeones Concacaf, una Recopa de la Concacaf y un tercer lugar en el Mundial de Clubes de 2000. También fue nombrado mejor jugador de la década de 1990 en México y fue parte del equipo ideal de América en ese mismo año.
En 2001, durante la fase de clasificación para la Copa Mundial de 2002, Iván Kaviedes anotó el gol gracias a una perfecta asistencia de Aguinaga, y así Ecuador calificó para la Copa del Mundo por primera vez en su historia. En 2003, después de casi quince años en el Necaxa, Álex firmó un contrato con el Cruz Azul, donde jugó media temporada antes de regresar a Ecuador para cumplir con un contrato final con Liga de Quito, en el Clausura 2005, donde ganó su primer campeonato en Ecuador.
El 19 de octubre de 2007, organizó en el Estadio Olímpico Atahualpa su despedida del fútbol en Quito. Esta reunión, denominada Ecuador y amigos Aguinaga, contó con la presencia de varias glorias del fútbol latinoamericano, como Carlos Valderrama, Ivo Basay, Faustino Asprilla, Iván Zamorano, Luis Roberto Alves, entre otros.

## Estadísticas

### Clubes[1]
| Club                | País                | Año                 | Partidos | Goles |
| ------------------- | ------------------- | ------------------- | -------- | ----- |
| Deportivo Quito     | Ecuador             | 1984-1989           | 170      | 42    |
| Necaxa              | México              | 1989-2003           | 464      | 80    |
| Cruz Azul           | México              | 2003                | 14       | 0     |
| Liga de Quito       | Ecuador             | 2004-2005           | 98       | 15    |
| Total en su carrera | Total en su carrera | Total en su carrera | 746      | 137   |

## Selección nacional
Fue internacional con la selección de fútbol de Ecuador en ciento nueve ocasiones. Su debut fue el 5 de marzo de 1987 ante Cuba, en un partido amistoso, y ahí marcó su primer gol. Su último partido fue el 13 de julio de 2004, ante México, en la Copa América.

### Participaciones en Torneos Internacionales
| Torneo                           | Categoría                        | Sede                             | Resultado                        | PJ | GA | Asis |
| -------------------------------- | -------------------------------- | -------------------------------- | -------------------------------- | -- | -- | ---- |
| Copa América 1987                | Absoluta                         | Argentina                        | Fase de grupos                   | 1  | 0  | 0    |
| Copa América 1989                | Absoluta                         | Brasil                           | Fase de grupos                   | 4  | 0  | 0    |
| Copa América 1991                | Absoluta                         | Chile                            | Fase de grupos                   | 4  | 2  | 1    |
| Copa América 1993                | Absoluta                         | Ecuador                          | Cuarto lugar                     | 6  | 2  | 1    |
| Copa América 1995                | Absoluta                         | Uruguay                          | Fase de grupos                   | 3  | 0  | 0    |
| Copa América 1999                | Absoluta                         | Paraguay                         | Fase de grupos                   | 3  | 0  | 1    |
| Copa América 2001                | Absoluta                         | Colombia                         | Fase de grupos                   | 2  | 0  | 0    |
| Copa Oro 2002                    | Absoluta                         | Estados Unidos                   | Fase de grupos                   | 2  | 2  | 0    |
| Mundial de Corea y Japón 2002    | Absoluta                         | Corea del Sur y Japón            | Fase de grupos                   | 3  | 0  | 0    |
| Copa América 2004                | Absoluta                         | Perú                             | Fase de grupos                   | 2  | 0  | 0    |
| Total en Torneos Internacionales | Total en Torneos Internacionales | Total en Torneos Internacionales | Total en Torneos Internacionales | 30 | 6  | 3    |

### Participaciones enEliminatorias al Mundial
| Eliminatoria                                | Categoría              | Sede del Mundial       | Posición               | Resultado   | PJ | GA | Asis |
| ------------------------------------------- | ---------------------- | ---------------------- | ---------------------- | ----------- | -- | -- | ---- |
| Eliminatorias Mundial de Italia 1990        | Absoluta               | Italia                 | 3°lugar 3pts Grupo 2   | Eliminado   | 4  | 1  | 0    |
| Eliminatorias Mundial de USA 1994           | Absoluta               | Estados Unidos         | 4°lugar 5pts Grupo B   | Eliminado   | 7  | 0  | 0    |
| Eliminatorias Mundial de Francia 1998       | Absoluta               | Francia                | 6°lugar 21pts          | Eliminado   | 16 | 6  | 2    |
| Eliminatorias Mundial de Corea y Japón 2002 | Absoluta               | Corea del Sur y Japón  | 2°lugar 31pts          | Clasificado | 13 | 2  | 0    |
| Eliminatorias Mundial de Alemania 2006      | Absoluta               | Alemania               | 3°lugar 28pts          | Clasificado | 4  | 0  | 0    |
| Total en Eliminatorias                      | Total en Eliminatorias | Total en Eliminatorias | Total en Eliminatorias | 2/5         | 44 | 9  | 2    |

## Entrenador
El 28 de marzo de 2011, fue nombrado entrenador del Barcelona SC para sustituir a Rubén Darío Insúa, fue despedido por criticar a sus líderes. El presidente Alfonso Harb Viteri antes de dejar el cargo en junio de 2011, Aguinaga estuvo al mando por un período de dos meses.
En abril de 2015, Álex Aguinaga fue nombrado DT de Deportivo Cuenca en reemplazo del también ecuatoriano Paúl Vélez.
En el torneo de aquel año, el Güero regresó al país con la dura tarea de sacar a Deportivo Cuenca de las últimas ubicaciones. Su debut fue ante Independiente del Valle con un empate 2-2. La primera victoria de aquel año fue 3-2 ante Barcelona SC.
El 21 de julio de 2016, es nombrado director técnico de Liga de Quito tras cortar con el club con el cual tenía un contrato vigente. Por malos resultados de técnicos anteriores, tras la pésima temporada que tuvo Liga ese año, terminó su vínculo en diciembre de ese mismo año.
Clubes
| Club                   | País    | Año       |
| ---------------------- | ------- | --------- |
| Barcelona SC           | Ecuador | 2011      |
| San Luis F. C.         | México  | 2012      |
| Liga de Loja           | Ecuador | 2013      |
| Correcaminos de la UAT | México  | 2014-2015 |
| Deportivo Cuenca       | Ecuador | 2015-2016 |
| Liga de Quito          | Ecuador | 2016      |

## Palmarés
Como futbolista

### Campeonatos nacionales
| Título               | Club          | País    | Año     |
| -------------------- | ------------- | ------- | ------- |
| Copa México          | I.D. Necaxa   | México  | 1994-95 |
| Primera división     | I.D. Necaxa   | México  | 1994-95 |
| Campeón de Campeones | I.D. Necaxa   | México  | 1994-95 |
| Primera división     | I.D. Necaxa   | México  | 1995-96 |
| Primera división     | I.D. Necaxa   | México  | 1998    |
| Serie A              | Liga de Quito | Ecuador | 2005    |

### Copas internacionales
| Título                           | Club         | Sede      | Año  |
| -------------------------------- | ------------ | --------- | ---- |
| Recopa de la Concacaf            | I. D. Necaxa | Miami     | 1994 |
| Copa de Campeones de la Concacaf | I. D. Necaxa | Las Vegas | 1999 |

### Distinciones individuales
| Distinción                                                                 | Año     |
| -------------------------------------------------------------------------- | ------- |
| Parte del equipo ideal de América                                          | 1989    |
| Citlalli al mejor centrocampista de la primera división de México          | 1992-93 |
| Citlalli al mejor jugador de la primera división de México                 | 1995-96 |
| Citlalli al mejor centrocampista ofensivo de la primera división de México | 1995-96 |
| Club de los cien de la FIFA                                                | 2004    |